# Ртутная газоразрядная лампа

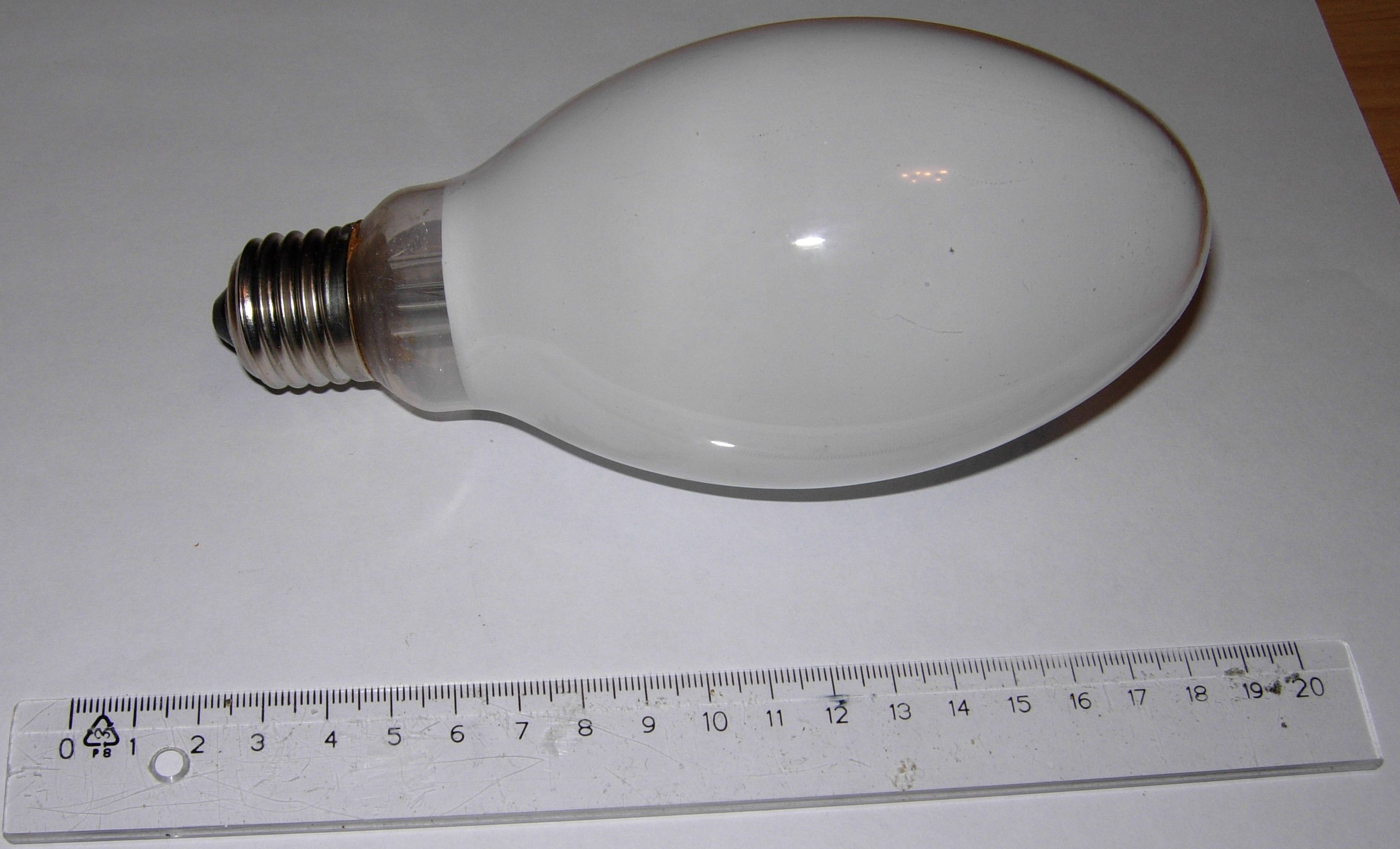
Ртутная лампа высокого давления

Лампа ДРЛ 250 (250 Вт) на самодельном испытательном стенде

Рту́тные газоразря́дные ла́мпы представляют собой электрические источники света, в которых для получения оптического излучения используется газовый разряд в парах ртути.
Ртутные лампы являются разновидностью газоразрядных ламп. Для наименования всех видов таких источников света в отечественной светотехнике используется термин «разрядная лампа» (РЛ), включённый в состав Международного светотехнического словаря, утверждённого Международной комиссией по освещению. Этим термином следует пользоваться в технической литературе и документации.
В зависимости от давления наполнения различают РЛ низкого давления (РЛНД), высокого давления (РЛВД) и сверхвысокого давления (РЛСВД).
К РЛНД относят ртутные лампы с величиной парциального давления паров ртути в установившемся режиме менее 100 Па. Для РЛВД эта величина составляет порядка 100 кПа, а для РЛСВД — 1 МПа и более.
Ртутные лампы низкого давления (РЛНД)
Ртутные лампы высокого давления (РЛВД)
РЛВД подразделяются на лампы общего и специального назначения. Первые из них, к числу которых относятся, в первую очередь, широко распространённые лампы ДРЛ, активно применяются для наружного освещения, однако они постепенно вытесняются более эффективными натриевыми, а также металлогалогенными лампами. Лампы специального назначения имеют более узкий круг применения, используются они в промышленности, сельском хозяйстве, медицине.

## Спектр излучения

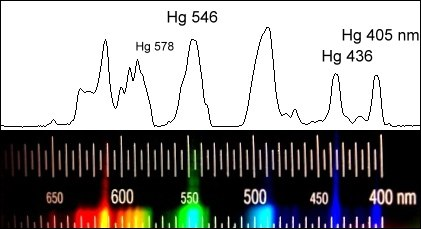
Видимый спектр ртутной лампы

Пары ртути излучают ряд спектральных линий, использующиеся в газоразрядных лампах:
| Длина волны, нм | Название  | Цвет                         |
| --------------- | --------- | ---------------------------- |
| 184,9499        |           | жёсткий ультрафиолет (тип С) |
| 253,6517        |           | жёсткий ультрафиолет (тип В) |
| 365,0153        | линия «I» | мягкий ультрафиолет (тип A)  |
| 404,6563        | линия «H» | фиолетовый                   |
| 435,8328        | линия «G» | синий                        |
| 546,0735        |           | зелёный                      |
| 578,2           |           | жёлто-оранжевый              |

Наиболее интенсивные линии — 184,9499; 253,6517; 435,8328 нм. Относительная интенсивность остальных линий зависит от режима (параметров) разряда, в основном, от давления пара ртути.

## Виды

### Ртутные лампы высокого давления типа ДРЛ
ДРЛ (Дуговая ртутная люминесцентная) — принятое в отечественной светотехнике обозначение РЛВД, в которых для исправления цветности светового потока, направленного на улучшение цветопередачи, используется излучение люминофора, нанесённого на внутреннюю поверхность колбы. Для получения света в ДРЛ используется принцип непрерывного электрического разряда в атмосфере, насыщенной парами ртути.
Применяется для общего освещения цехов, улиц, промышленных предприятий и других объектов, не предъявляющих высоких требований к качеству цветопередачи и помещений без постоянного пребывания людей.

#### Устройство

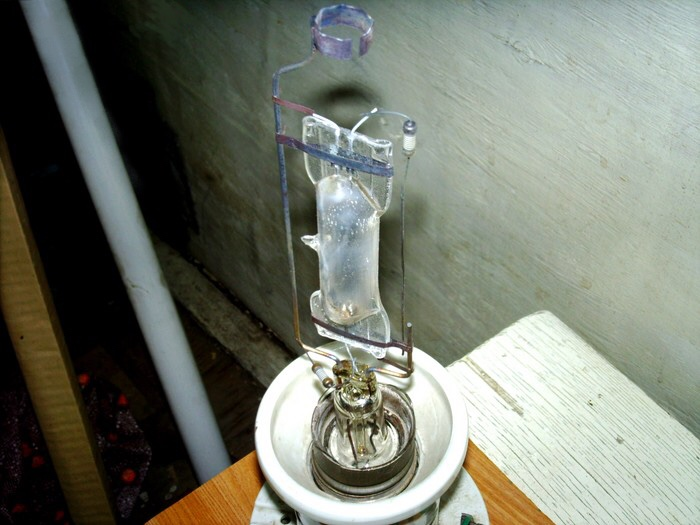
Лампа ДРЛ с удалённой колбой, виден сам первичный источник излучения - герметичная горелка из кварцевого стекла, заполненная смесью аргона и паров ртути.

Конструкция трёхэлектродной лампы ДРЛ, пусковой электрод включается через резистор, при запуске лампы зажигается разряд между одним основным электродом и пусковым, после чего дуга переходит на второй основной электрод, и лампа выходит в штатный режим работы

Первые лампы ДРЛ изготовлялись двухэлектродными. Для зажигания таких ламп требовался источник высоковольтных импульсов. В качестве такого источника применялись специальные устройства, например, устройство ПУРЛ-220 (Пусковое устройство ртутных ламп на напряжение 220 В). Уровень развития электроники в то время не позволял создать достаточно надёжные и дешёвые зажигающие устройства. В состав этих ПУРЛ входил газовый разрядник, имевший срок службы меньший, чем у самой лампы. Поэтому в 1970-х гг. промышленность постепенно прекратила выпуск двухэлектродных ламп. На смену им пришли трёхэлектродные и четырёхэлектродные, не требующие внешних зажигающих устройств. Четырёхэлектродные лампы — лампы с двумя поджигающими электродами - применяются в условиях эксплуатации в холодном климате.
Для согласования электрических параметров лампы и источника электропитания практически все виды РЛ, имеющие по принципу действия падающую внешнюю вольт-амперную характеристику (участок с отрицательным дифференциальным сопротивлением), нуждаются в использовании некоторого ограничителя тока, входящего в пускорегулирующий аппарат, в качестве которого в большинстве случаев используется дроссель с ферромагнитным сердечником, включённый в электрическую цепь последовательно с лампой.
Конструкция четырёхэлектродной лампы
Четырёхэлектродная лампа ДРЛ (рисунок справа) состоит из внешней стеклянной колбы 1, снабжённой резьбовым цоколем 2. На ножке лампы смонтирована установленная на геометрической оси внешней колбы кварцевая горелка (разрядная трубка, РТ) 3, наполненная аргоном с добавкой ртути. Четырёхэлектродные лампы имеют основные электроды 4 и расположенные рядом с ними вспомогательные (зажигающие) электроды 5. Каждый зажигающий электрод соединён с находящимся в противоположном конце РТ основным электродом через токоограничивающий резистор 6. Вспомогательные электроды облегчают зажигание лампы и делают её работу после пуска более стабильной. Электроды в лампе изготавливаются из толстой никелевой проволоки.
В последнее время ряд зарубежных фирм изготавливает трёхэлектродные лампы ДРЛ, оснащённые только одним зажигающим электродом. Эта конструкция отличается только большей технологичностью в производстве, не имея никаких иных преимуществ перед четырёхэлектродными лампами.

#### Принцип действия
Разрядная трубка (РТ) лампы изготавливается из тугоплавкого и химически стойкого прозрачного материала (кварцевого стекла или специальной керамики), и наполняется строго дозированными порциями инертных газов. Кроме того, в РТ вводится металлическая ртуть, которая в холодной лампе конденсируется в компактный шарик или оседает в виде налёта на стенках колбы и (или) электродах. Светящимся телом РЛВД является столб дугового электрического разряда.
Процесс зажигания лампы, оснащённой зажигающими электродами, происходит следующим образом. При подаче на лампу питающего напряжения между близко расположенными основным и зажигающим электродом возникает тлеющий разряд, чему способствует малое расстояние между ними, которое существенно меньше расстояния между основными электродами, следовательно, ниже и напряжение пробоя этого промежутка. Возникновение в полости РТ достаточно большого числа носителей заряда (свободных электронов и положительных ионов) вызывает пробой промежутка между основными электродами и зажиганию между ними тлеющего разряда, который практически мгновенно переходит в дуговой.
При начале горения давление в РТ достаточное низкое и напряжения сети достаточно для возникновения разряда между основными и зажигающими электродами. В процессе зажигания давление в РТ повышается и напряжения сети уже недостаточно для продолжения пробоя между основными и зажигающими электродами, остается только дуговой разряд между основными электродами.
Стабилизация электрических и световых параметров лампы наступает через 10—15 минут после включения. В течение этого времени ток лампы существенно превосходит номинальный и ограничивается только сопротивлением пускорегулирующего аппарата. Продолжительность пускового режима сильно зависит от температуры окружающей среды — чем холоднее, тем дольше будет разгораться лампа.
Электрический разряд в горелке ртутной дуговой лампы создаёт видимое излучение голубого или фиолетового цвета, а также мощное ультрафиолетовое излучение. Последнее возбуждает свечение люминофора, нанесённого на внутреннюю стенку внешней колбы лампы. Красноватое свечение люминофора, смешиваясь с бело-зеленоватым излучением горелки, даёт яркий свет, близкий к белому.
Изменение напряжения питающей сети в большую или меньшую сторону вызывает изменение светового потока: отклонение питающего напряжения на 10—15 % допустимо и сопровождается соответствующим изменением светового потока лампы на 25—30 %. При уменьшении напряжения питания менее 80 % номинального лампа может не зажечься, а горящая — погаснуть.
При горении лампа сильно нагревается. Это требует использования в световых приборах с дуговыми ртутными лампами проводов с термостойкой изоляцией, предъявляет повышенные требования к качеству контактов патронов. Поскольку давление в горелке горячей лампы существенно возрастает, увеличивается и напряжение её пробоя. Величина напряжения питающей сети оказывается недостаточной для зажигания горячей выключенной лампы, поэтому перед повторным зажиганием лампа должна остыть. Этот эффект является существенным недостатком дуговых ртутных ламп высокого давления: даже весьма кратковременный перерыв электропитания гасит их, а для повторного зажигания требуется длительная пауза на остывание.

#### Традиционные области применения ламп ДРЛ
Освещение открытых территорий, производственных, сельскохозяйственных и складских помещений. Везде, где это связано с необходимостью экономии электроэнергии, эти лампы постепенно вытесняются НЛВД (освещение городов, больших строительных площадок, высоких производственных цехов и др.).
Довольно оригинальной конструкцией отличаются РЛВД Osram серии HWL (аналог ДРВ), имеющие в качестве встроенного балласта обычную нить накала, размещённую в вакуумированном баллоне, рядом с которой в том же баллоне помещена отдельно загерметизированная горелка. Нить накала стабилизирует ток лампы из-за бареттерного эффекта, улучшает цветовые характеристики, но, очевидно, весьма заметно снижает как общий КПД, так и ресурс из-за износа этой нити. Такие РЛВД применяются и в качестве бытовых, так как имеют улучшенные спектральные характеристики и включаются в обычный светильник, особенно в больших помещениях (самый маломощный представитель этого класса создаёт световой поток в 3100 Лм).

### Дуговые ртутные металлогалогенные лампы (ДРИ)
Лампы ДРИ (Дуговая ртутная с излучающими добавками) конструктивно схожа с ДРЛ, однако в её горелку дополнительно вводятся строго дозированные порции специальных добавок — галогенидов некоторых металлов (натрия, таллия, индия и др.), за счёт чего значительно увеличивается световая отдача (до 70—95 лм/Вт и выше) при достаточно хорошей цветности излучения. Лампы имеют колбы эллипсоидной и цилиндрической формы, внутри которой размещается кварцевая или керамическая горелка. Срок службы — до 8—10 тыс. ч.
В современных лампах ДРИ используются в основном керамические колбы, обладающие большей стойкостью к химическим реакциям с наполняющими их веществами, благодаря чему со временем такие колбы темнеют гораздо меньше кварцевых колб. Однако лампы с кварцевыми колбами пока не снимают с производства из-за их относительной дешевизны.
Ещё одно отличие современных ДРИ — шаровидная форма колбы, позволяющая снизить спад светоотдачи, стабилизировать ряд параметров и увеличить яркость «точечного» источника.
Различают два основных исполнения данных ламп: с цоколями Е27, Е40 и софитное — с цоколями типа Rx7S и подобными им.
Для зажигания ламп ДРИ необходим пробой межэлектродного пространства импульсом высокого напряжения. В «традиционных» схемах включения данных паросветных ламп, помимо индуктивного балластного дросселя, используют импульсное зажигающее устройство — ИЗУ.
Изменяя состав примесей в лампах ДРИ, можно добиться «монохроматических» свечений различных цветов (фиолетового, зелёного и т. п.) Благодаря этому ДРИ широко используются для архитектурной подсветки.
Лампы ДРИ с индексом «12» (с зеленоватым оттенком) используют на рыболовецких судах для привлечения планктона.

### Дуговые ртутные металлогалогенные лампы с зеркальным слоем (ДРИЗ)
Лампы ДРИЗ (Дуговая ртутная с излучающими добавками и зеркальным слоем) представляет собой обычную лампу ДРИ, часть колбы которой изнутри частично покрыта зеркальным отражающим слоем, благодаря чему такая лампа создаёт направленный поток света. По сравнению с применением обычной лампы ДРИ и зеркального прожектора уменьшаются потери за счёт уменьшения переотражений и прохождений света через колбу лампы. Также получается высокая точность фокусировки дуги. Для того, чтобы после вворачивания лампы в патрон направление излучения её можно было изменить, лампы ДРИЗ снабжают специальным цоколем.

### Ртутно-кварцевые шаровые лампы (ДРШ)
Лампы ДРШ (Дуговые ртутные шаровые) представляют собой дуговые ртутные лампы сверхвысокого давления с естественным охлаждением. Имеют шарообразную форму и дают сильное ультрафиолетовое излучение.

### Ртутно-кварцевые лампы высокого давления (ПРК, ДРТ)
Дуговые ртутные лампы высокого давления типа ДРТ (Дуговые ртутные трубчатые) представляют собой цилиндрическую кварцевую колбу с впаянными по концам электродами. Колба наполняется дозированным количеством аргона, помимо того, в неё вводится металлическая ртуть. Конструктивно лампы ДРТ очень схожи с колбами ДРЛ, а электрические параметры их таковы, что позволяют использовать для включения пускорегулирующие аппараты ДРЛ соответствующей мощности. Однако большинство ламп ДРТ выполняется в двухэлектродном исполнении, поэтому для их зажигания требуется использование специальных дополнительных устройств.
Первые разработки ламп ДРТ, носивших первоначальное название ПРК (Прямая ртутно-кварцевая), были выполнены Московским электроламповым заводом в 1950-х гг. В связи с изменением нормативно-технической документации в 1980-х гг. обозначение ПРК было заменено на ДРТ.
Существующая номенклатура ламп ДРТ имеет широкий диапазон мощностей (от 100 до 12 000 Вт). Лампы используются в медицинской аппаратуре (ультрафиолетовые бактерицидные и эритемные облучатели), для обеззараживания воздуха, пищевых продуктов, воды, для фотополимеризации лаков и красок, экспонирования фоторезистов и иных фотофизических и фотохимических технологических процессов. Лампы мощностью 400 и 1000 Вт применялись в театрах для освещения декораций и костюмов, расписанных флуоресцентными красками. В этом случае осветительные приборы оснащались светофильтрами из ультрафиолетового стекла УФС-6, задерживающими жёсткое ультрафиолетовое и почти всё видимое излучение ламп.
Существенным недостатком ламп ДРТ является интенсивное образование озона в процессе их горения. Если для бактерицидных установок это явление полезно, то в других случаях концентрация озона вблизи осветительного прибора может существенно превышать допустимую по санитарным нормам. Поэтому помещения, в которых используются лампы ДРТ, должны иметь соответствующую вентиляцию, обеспечивающую удаление избытка озона. В небольших количествах изготавливаются безозонные лампы ДРТ, колба которых имеет внешнее покрытие из кварца, легированного диоксидом титана. Такое покрытие практически не пропускает озонообразующую линию резонансного излучения ртути 184,9 нм.

## Вывод из эксплуатации после 2020 года
Согласно Минаматской конвенции по ртути, с 2020 года будет запрещено производство, импорт или экспорт продукта, содержащего ртуть. Под запрещение Минаматской конвенции попадают лампы общего освещения ртутные высокого давления паросветные (РВДП), в частности лампы ДРЛ и ДРИ.
24 сентября 2014 года Россия подписала Минаматскую конвенцию по ртути.

## Влияние на культуру
- Суйгинто, персонаж Rozen Maiden, носит второе имя Mercury Lampe.